# Carl Ludwig von Winterfeld
Carl Ludwig von Winterfeld (* 19. Mai 1726; † 4. März 1784 in Stettin) war ein königlich preußischer Generalmajor und Chef des Infanterie-Regiments Nr. 7 sowie Träger des Pour le Mérite. Er war zudem Amtshauptmann von Bublitz, Domherr von Cammin, und Erbherr von Dalmin.
Seine Eltern waren der Erbherr von Dalmin und preußischer Hauptmann Adam Ernst von Winterfeld (* 3. Februar 1696; † 19. Mai 1742) und dessen erste Frau Dorothen Gottliebe Hedwig von Karstedt (* 6. Juli 1704; † 4. Dezember 1735).

## Leben
Er wurde zunächst Leibpage bei Prinz August Wilhelm von Preußen. Danach kam er zur Armee und wurde am 20. April 1745 Fähnrich im Regiment Nr.18. 1748 wurde er Seconde-Lieutenant, 1756 Premier-Lieutenant und 1758 Stabshauptmann. Am 7. Februar 1758 erhielt er seine eigene Kompanie. 1760 wurde er Major, am 31. Mai 1771 Oberstleutnant und am 24. Mai 1772 Oberst. Im Jahr 1778 wurde er Regimentskommandeur. Am 7. August 1781 wurde er zum Generalmajor ernannt. Im gleichen Jahr erhielt er das Infanterie-Regiment Nr.7.
Er kämpfte in den Schlachten von
Kesselsdorf,
Prag,
Reichenberg,
Breslau,
Leuthen,
Hochkirch,
Zorndorf,
Liegnitz,
Torgau,
und
Reichenbach.
Er wurde in keiner Schlacht verwundet. Den Orden Pour le Mérite hielt er nach der Schlacht bei Torgau.
Am 24. November 1776 wurde er zum Amtshauptmann von Bublitz ernannt. Im Bayerischen Erbfolgekrieg konnte er sich im Gefecht bei Schlesisch Neustadt auszeichnen. Er verteidigte die Stadt mit seinem Regiment gegen 15.000 Österreicher unter General Feldmarschallleutnant Olivier Remigius Graf von Wallis (1742–1799). Dafür erhielt er eine außerordentliche Pension. 1780 erhielt er zudem die Stelle des Domherren von Cammin. Im März 1780 erhielt er im Kapitols-Kanonikorum von Sittard bei Jülich die Presbyterialpräbende.
Er starb 1784 unverheiratet in Stettin.